# Општина Михалашени (Ботошани)
Михалашени (рум. Mihălăşeni) општина је у Румунији у округу Ботошани.
Oпштина се налази на надморској висини од 109 m.